# Bieńkuński
Bieńkuński – polski herb szlachecki, odmiana herbu Bajbuza.

## Opis herbu
Opis zgodnie z klasycznymi regułami blazonowania:
W polu czerwonym strzała srebrna na opak, przeszywająca głowę takiegoż węża na niej okręconego.

## Najwcześniejsze wzmianki
Herb rodziny pochodzącej z Bieńkuń w województwie trockim. Na 1755 rok datowana jest wzmianka o Michale Bieńkuńskim, mostowniczym oszmiańskim.

## Herbowni
Bieńkuński.